# Solutions logicielles pour bibliothèque numériques
Cet article fournit des informations sur les logiciels et les portails destinés aux bibliothèques numériques.

## Les logiciels

### Logiciels libres
- Albulle[1]
- Atoll Digital Library[2] : sous licence GPLv3
- DSpace[3]
- Fedora Commons[4]
- Greenstone[5]
- Invenio : sous licence GPLv2 utilisé par le CERN[6]
- Nuxeo EP et Nuxeo CPS
- Omeka[7] : développé par le CHNM de l'Université George Mason
- ORI-OAI[8] : développé par les universités françaises pour leurs archives institutionnelles et le moissonnage OAI (Open Archives Initiative)
- Pleade[9]
- XTF : logiciel libre utilisé à Cujas, Bibliothèques virtuelles humanistes et California Digital Library

### Logiciels propriétaires
- Adobe Content Server
- BiblioTech : développé par BNT Technologies
- Content Manager : développé par IBM
- Decalog GED : développé par la société Decalog
- DigiTool
- dLibra de DInGO
- Documentum
- Flora : par la société Ever
- Infodoc yracuse et Sarasvati: par la société Archimed
- Mnesys, par la société Naoned
- Visual Library : développé par les sociétés Semantics GmbH et Walter Nagel GmbH & Co. KG, ce logiciel est utilisé pour le portail des bibliothèques suisses e-rara
- Wizzbe : solution de l'entreprise LogoSapience

### Autres solutions logicielles
- Archimed : utilisé à la Bibliothèque-Médiathèque de Troyes et à Orléans
- Castore
- Content dm : développé par l'OCLC et utilisé au SICD de Strasbourg
- eprints : adapté pour archives institutionnelles
- FileMaker Pro : utilisé à la BIU Santé pour Medica
- Phrasea : utilisé à l'Université Lille III